# Bright Angel Trail

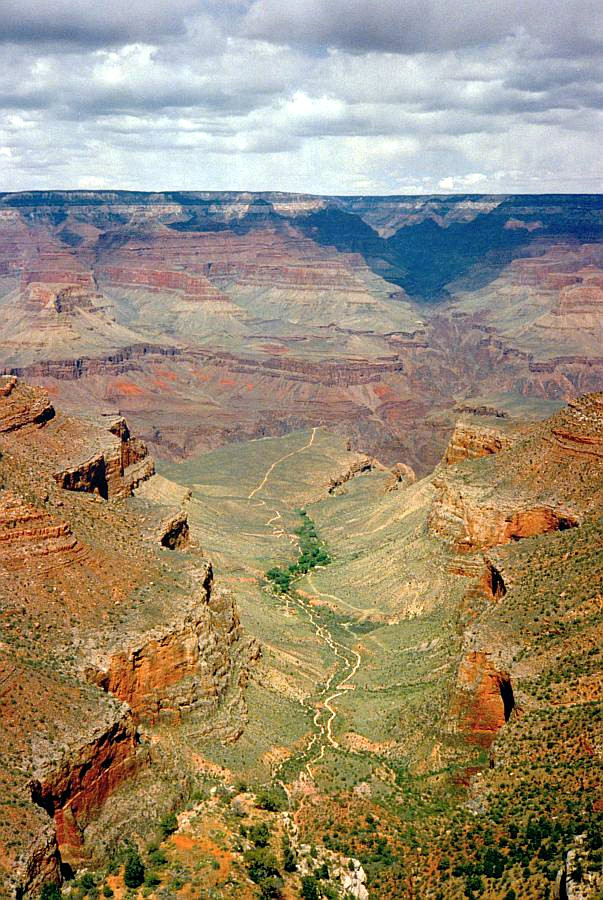
Il sentiero

Il Bright Angel Trail è un ripido percorso a piedi (15 km circa) nel Grand Canyon National Park, (Stati Uniti, Arizona), un'antica pista indiana (sono presenti pittografie indiane), ed uno dei più famosi percorsi a piedi al mondo.
Inizia dal lato sud del Grand Canyon e scende 4.380 piedi (1.335 m) fino al fiume Colorado; qui il sentiero prende il nome di River Trail e prosegue lungo il corso del fiume per altre 2 miglia (oltre 3 km) fino al Bright Angel Campground e al Phantom Ranch.
È stato originariamente costruito dalla tribù di nativi americani Havasupai (Havasu 'Baaja), per accedere alla fonte di acqua perenne di Garden Creek. Gli Havasu stazionavano stagionalmente in questa area, oggi conosciuta come Indian Garden.